# Endless Forms Most Beautiful
Endless Forms Most Beautiful  es el octavo álbum de la banda finesa Nightwish. Fue publicado el 27 de marzo de 2015 en Europa por el sello discográfico Nuclear Blast y en Argentina por Del Imaginario Disco. Es el primer álbum de la banda con la nueva cantante Floor Jansen (exmiembro de After Forever y ReVamp) y el baterista Kai Hahto (miembro de Wintersun y exmiembro de Swallow the Sun), además de Troy Donockley quien pasó a ser integrante oficial. El primer sencillo «Élan» se anunció el 8 de diciembre de 2014 y se publicó el 13 de febrero de 2015.
A diferencia de su anterior álbum Imaginaerum el cual exalta la imaginación y la fantasía, Endless Forms Most Beautiful es un tributo a la ciencia y a la razón, con una temática orientada a la teoría de la evolución. El título de la canción «Endless Forms Most Beautiful» aparece en el libro The Ancestor's Tale y «The Greatest Show on Earth», proviene de Evolución: El mayor espectáculo sobre la Tierra, ambas obras del biólogo Richard Dawkins; también aparecen fragmentos del célebre El Origen De Las Especies de Charles Darwin.
En su primera semana, Endless Forms Most Beautiful vendió 18 342 copias en los Estados Unidos y debutó en el puesto 34 en el Billboard 200 de Estados Unidos, convirtiéndose en el tercer álbum de Nightwish, después de Dark Passion Play e Imaginaerum en alcanzar esta lista. En República Checa debutó en el primer puesto y recibió un disco de oro después de solo dos días. También alcanzó las diez principales posiciones en Finlandia, Países Bajos, Polonia, Austria y México.

## Producción

### Concepto

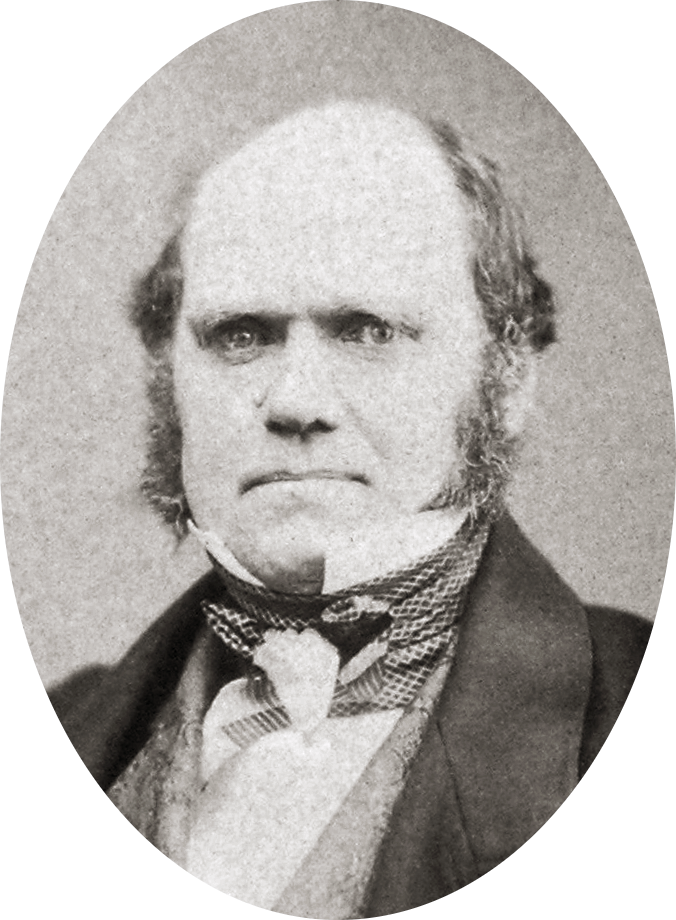
Charles Darwin (imagen) fue la influencia para el título del octavo álbum.

El álbum se inspiró principalmente en el trabajo del naturalista Charles Darwin. El compositor de Nightwish Tuomas Holopainen, se basó en una conocida cita del libro de 1859  El origen de las especies. Esta cita incluye la frase («infinitas formas bellísimas»), utilizadas para describir la evolución de todos los organismos vivos:

«Hay grandeza en esta concepción de la vida, con sus diferentes fuerzas, que originalmente surgió en un corto número de formas o en una sola, y que, mientras este planeta ha ido girando según la constante ley de la gravedad, se han desarrollado y se están desarrollando, a partir de un principio tan sencillo, infinidad de formas las más bellas y portentosas».
Charles Darwin, El origen de las especies.

La obra del poeta estadounidense Walt Whitman fue el punto de partida para escribir la canción «Élan», el primer sencillo. Según Holopainen, «la temática subyacente en la canción es el significado de la vida, que puede ser algo diferente para cada uno. Es importante rendirse ante la ocasional «caída libre y no temerle al camino menos transitado».

### Composición
El tecladista Tuomas Holopainen escribió y compuso todas las canciones  mientras se enfocaba en su primer trabajo solista Music Inspired by the Life and Times of Scrooge, con la colaboración del cantante y el bajista Marco Hietala como compositor secundario. La nueva cantante Jansen, dijo que Tuomas la desafió con melodías bajas y suaves, en un tono más íntimo que ella no acostumbraba a explorar con su voz.  Donockley, por su parte, comentó que apreciaba las partes compuestas que Tuomas había escrito para la gaita.
A pesar de sus actividades como compositora en su antigua banda After Forever y ReVamp, Jansen no participó en la composición de su primer álbum con Nightwish, aunque comentó que le agradaría realizar aportes creativos en la interpretación. Por su parte, Holopainen dijo que la nueva vocalista contribuiría con algunos arreglos y energía positiva. El guitarrista Emppu Vuorinen declaró poco después del comienzo de los ensayos «No sé si tiene algo que ver con la edad, pero la necesidad de lucirme ha disminuido aún más. Se trata de hacer que la canción suene razonable y no hacer alardes, Donockley añadió también «es sin duda muy diferente a Imaginaerum pero sigue siendo el sonido de Nightwish».
Holpainen comento que el álbum es más poderoso que sus dos predecesores, mencionando en concreto las canciones «Weak Fantasy» y «Yours Is an Empty Hope». Respecto a las letras, él comentó: «No somos una banda política, y dejemos eso muy en claro. No tenemos nada que ver con la política, y lo último que Nightwish pretende hacer es predicarle verdades a nadie. Solo queremos despertar la conciencia sobre algunas de las cosas que están sucediendo en nuestro planeta, no tratamos de hacer afirmaciones, sino simplemente dar salida a nuestros pensamientos». Jansen definió a Endless Forms Most Beautiful con un sonido cien por ciento acorde a la banda.

### Grabación
Holopainen, Hietala y el ingeniero de audio Tero «TeeCee» Kinnunen grabaron una maqueta de doce canciones entre finales de abril y mayo del 2014. Los ensayos y grabaciones definitivas comenzaron en los siguientes meses en Eno, Finlandia.
El 6 de agosto de 2014 el baterista de la banda Jukka Nevalainen, anunció que no participaría en el álbum y su gira, debido a su insomnio; se trata de la primera vez que no colabora en un álbum de Nightwish.
El 24 de agosto, la banda anunció el final de la grabación de la sesión de percusión y de otros instrumentos. La pistas de bajos se concluyó el 1 de septiembre, las guitarras, el 6 de septiembre y las voces de Jansen y de Hietala el 26 de septiembre. Holopainen estaba sorprendido de lo bien que fue la grabación que terminó antes de lo previsto. Al respecto dijo: «creo que fue porque todo estaba tan bien ensayado, esta vez hemos intentado trabajar más como un equipo». El 28 de septiembre, la banda anunció que se iban del campamento de verano después de tres meses de trabajo; viajaron a Londres para grabar con la orquesta, los coros y la percusión.
Mientras grabaron con Pip Williams el 8 de octubre, Jansen quien nunca había trabajado con una orquesta,  dijo que estaba «sorprendida por el profesionalismo de los músicos, el director, los ingenieros de estudio y los arreglos increíbles que Pip logró». El 14 de octubre todavía estaban en Londres, grabando la parte de coro por Metro Voice y los instrumentos de percusión. Holopainen anunció el mismo mes la presencia del biólogo evolutivo y autor Richard Dawkins en el álbum como narrador invitado. La mezcla del álbum, iniciada el 29 de octubre, fue realizada por Holopainen, Mikko Karmila y Tero Kinnunen y finalizó el 16 de diciembre.

## Filtraciones
Varios días antes del lanzamiento del sencillo «Élan», se filtró en YouTube y BitTorrent. El líder de la banda, Tuomas Holopainen, comentó que la filtración de un disco completo o un sencillo es un duro golpe que arruina el misterio y el elemento de sorpresa que conlleva el lanzamiento de una obra musical nueva. Mientras que reconoció que algunas de las reacciones de los admiradores en la página de Facebook de la banda surgieron de la decepción y la percepción que se había  «estropeado una parte del esfuerzo de la banda», desmintió las teorías sobre que fuera el sello discográfico la fuente de la filtración y pidió a los aficionados a la banda que evitaran escuchar la versión filtrada para poder experimentar la canción en toda su calidad.

## Recepción y legado
Endless Forms Most Beatiful recibió críticas buenas por parte de la prensa especializada. Tom Dare de la revista inglesa Metal Hammer comentó que la última canción del álbum es la más espectacular de todos los temas de la banda. A propósito del álbum, dijo que es el disco más metalero que han hecho en la última década y estimó que «Floor no ha tenido ningún problema al establecer su lugar dentro de la banda». David Havlena, de la revista Spark, calificó la obra de «excelente cóctel musical». Anita Boel, de Aardschok, opinó que «la combinación de Nightwish y Floor es mágica. En lo personal, es para mí un sueño que se hizo realidad. Con este álbum increíble, explosivo, oscuro y orquestal la banda superó por completo mis expectativas». Jürgen Will, de Rock It, lo juzgó «una continuación clara y consecuente del camino que han tomado previamente. Abrumador, explosivo e inspirador. Un álbum para ser escuchado y disfrutado». Sergio Ramos, de Metal Circus, elogió el estilo sinfónico del disco con el comentario: «Se han superado a sí mismos una vez más, incluso cuando pensabas que no se podía ponerse mejor. Una explosión cinemática de sonidos que terminarás amando». Janne Mattsson, de Sweden Rock, confesó que sus temores de que Floor influyera en exceso a la banda resultaron ser infundados y comentó «Me gusta que se hayan centrado más en la banda que en la orquesta esta vez». Sin embargo, criticó la parte final de «Edema Ruh» y declaró sobre ella que «arruinó una canción que de otro modo hubiese sido muy buena».
Dom Lawson escritor de The Guardian, consideró que el hecho de que la banda hubiera apostado por un tema menos fantasioso tuvo como resultado «las grabaciones más ambiciosas y seguras de la banda hasta la fecha» y señaló a Tuomas como responsable de la calidad del disco. Acerca de Floor, Dun dijo que alcanza «un buen equilibrio entre las tramas operísticas y una limitación sincera que te llena al alma, sobre todo en la canción Élan». Solomon Encina escribió para Metal Injection que se trata del disco más logrado de Nightwish , aunque detectó estribillos repetidos en temas como «Élan», «Alpenglow» y «Endless Forms Most Beautiful» a las que les faltaron nuevos elementos. Craig Hartranft, fundador de Dangerdog Music, comentó «Endless Forms Most Beautiful es bastante formidable. Este es el Nightwish que amamos. Arreglos impresionantes acompañados por una orquesta, voces masivas y hermosas». El equipo de Ultimate Guitar reconoció que precisó tiempo para entender realmente el álbum; en su análisis final lo declararon «probablemente el álbum de Nightwish más completo y bien escrito que la banda haya producido hasta la fecha». Describieron a «The Greatest Show on Earth» como una canción pretenciosa, pero «más cerca de la realidad de lo que Nightwish había producido hasta ahora».
Cinco años después del lanzamiento del álbum, dos descubrimientos habían sido bautizados en honor de la banda, así como del álbum. Una nueva especie de cangrejo, llamado Tanidromites nightwishorum fue descubierto por el conservador de paleontología, el Dr. Adiel A. Klompmaker el 10 de julio de 2020, y fue nombrado en honor de la banda en particular para el álbum. El 12 de agosto de 2020 un refugio rocoso prehistórico, llamado el Alpenglow Rockshelter, que fue descubierto en Pennsylvania, EE. UU. también fue nombrado para Nightwish, en particular en honor de la novena pista del álbum, «Alpenglow».
En 2021, fue elegido por Metal Hammer como el tercer mejor álbum de metal sinfónico de todos los tiempos.

## Lista de canciones
Todas las letras escritas por Tuomas Holopainen excepto las anotados.
| N.º   | Título                                    | Letras                    | Música                    | Duración |  |
| 1.    | «Shudder Before the Beautiful»            | Tuomas Holopainen         | Tuomas Holopainen         | 6:29     |  |
| 2.    | «Weak Fantasy»                            | Holopainen, Marco Hietala | Holopainen, Marco Hietala | 5:23     |  |
| 3.    | «Élan»                                    | Holopainen                | Holopainen                | 4:45     |  |
| 4.    | «Yours is an Empty Hope»                  | Holopainen, Hietala       | Holopainen                | 5:34     |  |
| 5.    | «Our Decades In the Sun»                  | Holopainen                | Holopainen, Hietala       | 6:37     |  |
| 6.    | «My Walden»                               | Holopainen                | Holopainen, Hietala       | 4:38     |  |
| 7.    | «Endless Forms Most Beautiful»            | Holopainen                | Holopainen                | 5:07     |  |
| 8.    | «Edema Ruh»                               | Holopainen                | Holopainen                | 5:15     |  |
| 9.    | «Alpenglow»                               | Holopainen                | Holopainen                | 4:45     |  |
| 10.   | «The Eyes of Sharbat Gula (Instrumental)» | Holopainen                | Holopainen                | 6:03     |  |
| 11.   | «The Greatest Show on Earth»              | Holopainen                | Holopainen                | 24:00    |  |
| 78:36 |                                           |                           |                           |          |  |

Formatos
- Standard CD
- Digibook (CD instrumental)
- LP (vinilo en carpeta doble) en colores diferentes
- Earbook (incluye.CD instrumental y orquestal)
- Earbook (deluxe versión incluye bonus vinilo)
- Descarga digital

## Créditos
Nightwish
- Floor Jansen - Voz principal
- Emppu Vuorinen - guitarras
- Marco Hietala - Bajo, voz masculino
- Tuomas Holopainen – Teclado, piano
- Troy Donockley – uilleann pipes-voz de respaldo
- Kai Hahto - Batería

Músicos adicionales
- Richard Dawkins - Narración en «Shudder Before the Beautiful» y «The Greatest Show on Earth»
- Pip Williams - Arreglos de orquesta y director
- Metro Voices - Coro, Conductor por Jeny O' Grady
- The Children's Choir  -Coro infantil, Conductor Lynda Richardson
- Orchestre de Grandeur - Orquesta

Producción
- Jenna "Toxic Angel" Gina Pitkäine - Arte de Tapa y Trabajo Artísticos
- Tuomas Holopainen - Mezclador, productor y compositor
- Mika Jussila - Master de grabación
- Mikko Karmilla, Tero Kinnunen - Mezclador
- Tero  "Tecee" Kinnunen - Coproductor
- Fotografía - Ville Juurikkala

## Posicionamiento en listas y certificaciones

### Semanal
| Lista (2015)                          | Posición |
| ------------------------------------- | -------- |
| Australia (ARIA)                      | 16       |
| Austria (Ö3 Austria)                  | 4        |
| Alemania (Offizielle Top 100)         | 2        |
| Bélgica (Ultratop flamenca)           | 15       |
| Bélgica (Ultratop valona)             | 15       |
| Dinamarca (Hitlisten)                 | 21       |
| España (PROMUSICAE)                   | 13       |
| Países Bajos (Album Top 100)          | 3        |
| Finlandia (Suomen Virallinen Lista)   | 1        |
| Francia (SNEP)                        | 10       |
| Hungría (MAHASZ)                      | 2        |
| Irlanda (IRMA)                        | 21       |
| Italia (FIMI)                         | 18       |
| Japón (Oricon)                        | 31       |
| Noruega (VG-lista)                    | 3        |
| Nueva Zelanda (Recorded Music NZ)     | 32       |
| Polonia (ZPAV)                        | 10       |
| Portugal (AFP)                        | 21       |
| República Checa (ČNS IFPI)            | 1        |
| Suecia (Sverigetopplistan)            | 3        |
| Suiza (Schweizer Hitparade)           | 2        |
| Reino Unido (OCC)                     | 1        |
| Estados Unidos (Billboard 200)        | 34       |
| Estados Unidos (Top Rock Albums)      | 8        |
| Estados Unidos (Top Hard Rock Albums) | 4        |

| País            | Certificaciones (Ventas) |
| --------------- | ------------------------ |
| República Checa | Platino                  |
| Finlandia       | Platino x2               |
| Alemania        | Oro                      |
| Suiza           | Oro                      |

| Lista (2015)                                | Posición |
| ------------------------------------------- | -------- |
| Alemania (Offizielle Top 100)               | 41       |
| Bélgica (Ultratop Flanders)                 | 109      |
| Bélgica (Ultratop Wallonia)                 | 174      |
| Estados Unidos (Billboard Hard Rock Albums) | 43       |
| Holanda (MegaCharts)                        | 85       |
| Suiza (Schweizer Hitparade)                 | 21       |